# Neste
Neste Oyj er et finsk olieselskab. De raffinerer olie på deres eget olieraffinaderi i Porvoo, markedsfører og sælger forskellige olieprodukter, tilbyder forskellige ingeniørservices og driver en kæde af tankstationer med samme navn. Neste er tilstede i 14 lande.
Neste blev etableret i 1948 som et statsligt olieselskab i Finland, der skulle sikre Finland raffineret olie. Hovedkvarteret blev etableret i Espoo.